# Nauru na Letnich Igrzyskach Olimpijskich 2024
Nauru na Letnich Igrzyskach Olimpijskich 2024 – występ kadry sportowców reprezentujących Nauru na igrzyskach olimpijskich, które odbyły się w Paryżu we Francji, w dniach 26 lipca – 11 sierpnia 2024.
Reprezentacja Nauru liczyła jednego zawodnika – mężczyznę.
Był to ósmy start Nauru na letnich igrzyskach olimpijskich.

## Reprezentanci

### Lekkoatletyka
| Zawodnik        | Konkurencja       | Runda 1  | Runda 1 | Runda 2  | Runda 2 | Półfinał | Półfinał | Finał    | Finał   | Pozycja | Źródło |
| Zawodnik        | Konkurencja       | Rezultat | Pozycja | Rezultat | Pozycja | Rezultat | Pozycja  | Rezultat | Pozycja | Pozycja | Źródło |
| --------------- | ----------------- | -------- | ------- | -------- | ------- | -------- | -------- | -------- | ------- | ------- | ------ |
| Winzar Kakiouea | bieg na 100 m (m) | 11.15    | 33.     | NQ       | NQ      | NQ       | NQ       | NQ       | NQ      | 33.     | [ 1 ]  |